# Zgornjesavinjsko narečje
Zgornjesavinjsko narečje ( zgornja savinjščina) je slovensko narečje znotraj štajerske narečne skupine. Govori se na področju gornje Savinjske doline in ob reki Dreti, vzhodno od Mozirja in Nazarij, na severu vse do območja solčavskega govora v Solčavi in Logarski dolini. Najpomembnejša naselja na področju zgornjesavinjskega narečja so Mozirje, Nazarje, Ljubno, Luče, Gornji Grad, Rečica ob Savinji, Bočna.